# Escapado
Escapado war eine deutsche 2002 gegründete Hardcore-Punk-Gruppe aus Flensburg und Kiel.

## Geschichte
Im Spätsommer 2002 benannte sich die aus Helge Jensen (Gesang), Jan Misdorf (Gitarre), Sebastian Henkelmann (Bass, Gesang) und Christoph Voss (Schlagzeug) bestehende Husumer Band Quaint in Escapado um, um die musikalische Entwicklung in Richtung Punk/Hardcore auch namentlich deutlich zu machen. Noch bis zum Sommer 2003 wurden allerdings bei Konzerten auch alte Quaint-Songs gespielt.
Im Dezember 2002 nahmen Escapado eine Demo-CD namens Lass’ deiner Sehnsucht freien Lauf auf, im Laufe derer die Band mehrere Konzerte vor allem in Schleswig-Holstein spielte. Dadurch wurden die beiden lokalen DIY-Labels „Zeitstrafe“ und „Alerta Antifascista“ auf Escapado aufmerksam, die dann auch gemeinsam die erste 7″ sowie die erste LP Hinter den Spiegeln veröffentlichten.
Die selbstbetitelte erste 7″ wurde im Herbst 2003 mit Hauke Albrecht und Nils Mommsen im Plan12-Studio in Norstedt bei Husum aufgenommen. Es wurde eine einmalige Auflage von 510 Stück gepresst. Nach der Veröffentlichung der 7″ spielte die Band Konzerte in Deutschland; Sebastian Henkelmann wechselte nach dem Einstieg von Lars Nissen als Bassist im April 2004 auf die Gitarre, so dass Escapado zu fünft waren. In dieser Besetzung wurde im August 2004 wiederum im Plan12-Studio und mit Hauke Albrecht an den Reglern die LP Hinter den Spiegeln aufgenommen. Die LP wurde im Januar 2005 veröffentlicht – zunächst ausschließlich auf Vinyl, einige Monate später dann auch als CD mit den Songs der 7″ als Bonus. Im September 2005 stieg Gitarrist Jan Misdorf aus. Escapado machte zu viert weiter.
Im August 2006 begannen in Zusammenarbeit mit Hauke Albrecht die Aufnahmen zum zweiten Album, die sich bis ins Frühjahr 2007 zogen. Im Oktober 2006 verkündete Bassist Lars Nissen seinen Ausstieg. Mit Gunnar Vosgröne wurde Ersatz gefunden.
Das zweite Album Initiale erschien 2007 auf dem Label Grand Hotel van Cleef, die Vinyl-Version allerdings bei Zeitstrafe.
Im Frühjahr 2009 verließen Sänger Helge und der Bassist Gunnar die Band. Zu dritt wurde nun mit Felix als Bassist gearbeitet, er wurde auch Sänger. Johannes wurde im 2010 als Bassist in die Band eingegliedert. Songs für das dritte Album Montgomery Mundtot nahm die Band im Tonstudio 45 bei „Blackmail“ auf, das Oktober 2010 veröffentlicht wurde.
In einem Statement verkündete die Band am 22. November 2011 ihre Auflösung.

## Stil
Stilistisch bewegt sich die Band im Bereich des Hardcore Punk, wobei Teile ihrer Stücke Post-Hardcore, Punk und Screamolastig sein können. Die Stücke wirken oft kakophonisch und chaotisch. Das Gitarrenspiel ist sehr wechselhaft. Gesanglich wechseln sich – teils brachiale – Schreiparts mit kurzen gesprochenen oder gesungenen Passagen ab. Inhaltlich überwiegen Themen rund um den Alltag, Liebe und zwischenmenschliche Beziehungen, obgleich Escapado einen (links-)politischen Anspruch haben.
Die damals verbreitete (free) Musikzeitschrift Uncle Sally’s sagte zur Band: "Deutschsprachiger Hardcore mit viel Anspruch. Seelenverwandte sind Kurhaus, Yage und At the Drive-In. Mit viel Gewalt und ebenso viel Gefühl legen Escapado ihr Seziermesser auf die Bestie Wirklichkeit."

## Diskografie

### EPs
- Lass deiner Sehnsucht freien Lauf [Demo-CD] (2002, selbstveröffentlicht)
- Escapado 7" (2003, Alerta Antifascista / Zeitstrafe)
- Split-7" EP mit Kurhaus (2006, Zeitstrafe)
- Split-10" EP mit Bratze und Peters (2008, Zeitstrafe)

### Alben
- Hinter den Spiegeln (2005, Alerta Antifascista / Zeitstrafe)
- Initiale (2007, Grand Hotel van Cleef / Zeitstrafe)
- Montgomery Mundtot (2010, Grand Hotel van Cleef)

### Samplerbeiträge
- Syndromsymptom aka Nagel vs. Willi Manilli auf Compilation-12" The Emo Apocalypse (2005, React With Protest)
- Szenario (der Vergangenheit) auf Compilation-LP Kinder spielen Tod (2004, Zeitstrafe)
- Nur der Gedanke auf LP Turn It Down (Music Against Nazi-Sub-Culture) (2005 Unterm Durchschnitt)
- Wir werden uns noch sehen auf Label-Compilation my first candy cigarette (2012, Zeitstrafe)
- Welches Leben? auf Label-Compilation my first candy cigarette (2012, Zeitstrafe)